# Leonhard von Keutschach
Leonhard von Keutschach CRSA (ur. 1442 w Klagenfurt am Wörthersee, zm. 3 czerwca 1519 w Salzburgu) – austriacki duchowny rzymskokatolicki, w latach 1495–1519 książę arcybiskup metropolita Salzburga.

## Życiorys
W 1460 złożył śluby zakonne w zgromadzeniu Kanoników Regularnych. 13 listopada 1495 papież zatwierdził wcześniejszy wybór von Keutschacha na arcybiskupa Salzburskiego. Sakrę otrzymał 24 kwietnia 1496. Leonhard był skutecznym władcą, zreformował finanse arcybiskupstwa, spłacił stare długi i rozwijał gospodarkę poprzez hodowlę, zwiększanie produkcji soli, kopalnie srebra i złota oraz promowanie handlu. Jego starania uczyniły Salzburg jednym z najbogatszych miast Świętego Cesarstwa Rzymskiego. Wykorzystał także swój majątek, aby odkupić ziemie sprzedane przez poprzedników i wesprzeć finansowo cesarza Maksymiliana I, co przyniosło dalsze korzyści gospodarcze i polityczne.
Dekret ogłoszony przez arcybiskupa Leonharda w 1504 był jednym z najwcześniejszych działań w Europie, mających na celu oficjalną ochronę zagrożonych gatunków zwierząt.
Zmarł 3 czerwca 1519 roku.